# Gynoplistia frazieri
Gynoplistia frazieri là một loài ruồi trong họ Limoniidae. Chúng phân bố ở miền Australasia.